# United States Naval Special Warfare Development Group
Lo United States Naval Special Warfare Development Group (in italiano: Gruppo Navale di Sviluppo Tecniche di Guerra Speciali degli Stati Uniti), acronimo NAVDEVGRU, noto anche come DEVGRU,  o SEAL Team Six, è un corpo d'élite statunitensi, facente parte dei Navy SEALs della Marina degli Stati Uniti e classificato come "Tier One" assieme alla Delta Force.
La maggioranza delle informazioni sul DEVGRU sono classificate come altamente riservate, e i dettagli sulle sue attività non sono mai commentate né dalla Casa Bianca né dal Dipartimento della difesa. Il DEVGRU è supportato amministrativamente dal Naval Special Warfare Command, ma è sottoposto per il comando operativo al Joint Special Operations Command. La sua base è presso il Training Support Center Hampton Roads di Virginia Beach, in Virginia.

## Storia

### Origini
Le origini del SEAL Team Six possono essere ricercate dopo il disastro dell'operazione Eagle Claw del 24 e 25 aprile 1980, il disastroso tentativo di liberare i 52 ostaggi americani all'ambasciata statunitense di Teheran, in Iran, il cui fallimento provocò la disfatta elettorale del presidente Jimmy Carter. La Marina vide il bisogno di avere sempre a disposizione un'unità antiterrorismo e diede incarico al comandante Richard Marcinko, uno dei due rappresentanti della Marina presso la Task Force costituita durante la crisi degli ostaggi.
Marcinko fu il primo comandante di questa unità dei Navy SEAL, che chiamò SEAL Team Six; all'epoca c'erano solo due squadre di Navy Seals, ma venne chiamato così per confondere i servizi segreti sovietici. L'unità venne creata nel novembre del 1980 e tutto il personale (composta principalmente da 75 uomini) fu reclutato personalmente da Marcinko tra i membri delle unità speciali della Marina.
Il 1 ° maggio 1983 ci fu la riorganizzazione dei reparti dei Navy Seals. UDT-11 è stato ribattezzato SEAL Team Five, UDT-21 è stato ribattezzato SEAL Team Four, UDT-12 è diventato SEAL Delivery Vehicle Team One (SDVT-1) e UDT-22 è stato ribattezzato SDVT-2. Poi SEAL Team Three, fondata il 1 ottobre 1983 e  SEAL Team Eight il 1 ° ottobre 1988.
Sia SEAL Team Four che SEAL Team Six hanno partecipato all'invasione statunitense di Grenada.

### DEVGRU
Nel 1987 l'unità cambiò il nome da Team Six a DEVGRU, con una più ampia autonomia operativa.
Ciò che differenzia principalmente il DEVGRU/SEAL Team Six dagli altri team dei SEALs è il finanziamento: il DEVGRU dispone di una notevole quantità di fondi coperti da segreto che permettono di possedere il miglior equipaggiamento possibile. Appartenente al Joint Special Operations Command, l'unità opera a stretto contatto con i team della National Missions Force e della Delta Force.
In qualità di unità antiterrorismo il DEVGRU si occupa principalmente del salvataggio degli ostaggi e di infiltrarsi nei paesi nemici, nelle navi, nelle basi navali e negli impianti petroliferi, addestrata soprattutto nelle operazioni di spionaggio e nelle operazioni anti-pirateria al largo del Corno d'Africa.

### Operazioni
Una delle prime missioni fu durante l'operazione Urgent Fury dell'ottobre 1983, quando un gruppo di assaltatori dei Navy SEAL compì un'operazione di salvataggio del governatore di Grenada Paul Scoon, liberandolo dal plotone di esecuzione dopo l'invasione della nazione caraibica da parte degli Stati Uniti, che temevano il possibile utilizzo dell'isola come base militare da parte dei sovietici e dei cubani.
Nel dicembre 1989 il DEVGRU collaborò con la Delta Force per catturare il generale Manuel Noriega durante l'operazione Giusta Causa imposta dal presidente George Bush.
Nell'ottobre 1993 gli assaltatori del DEVGRU furono incaricati, durante l'operazione Serpente Gotico, di dare la caccia al signore della guerra somalo Mohammed Farah Aidid, che verrà ucciso solo nel 1996 da una tribù rivale.
Nel marzo 1999, durante l'operazione Forza Alleata della guerra del Kosovo, la squadra si occupò inoltre della cattura di criminali di guerra, tra cui il generale Radislav Krstić, condannato per il suo coinvolgimento nel massacro di Srebrenica avvenuto tra il 6 e il 25 luglio 1995.
Dopo gli attacchi dell'11 settembre il DEVGRU, nell'ambito della guerra al terrorismo, fu impiegato in maniera continuativa in Iraq e Afghanistan con il compito di dare la caccia ai combattenti di Al-Qāʿida e dei terroristi talebani. Nella guerra in Iraq, molti assaltatori presero parte a diverse operazioni militari contro la milizia irachena, spesso collaborando anche al fianco della Delta Force appartenente all'esercito americano. Nella guerra in Afghanistan il DEVGRU invece impiegò diversi assaltatori della Marina per catturare o uccidere i terroristi talebani, con il compito di assaltare alcuni compound dei terroristi ed annientare le loro armi e munizioni. Talvolta durante questi combattimenti, gli assaltatori impiegano soprattutto dei cani da combattimento.
Il 12 aprile 2009 l'unità divenne celebre quando, al largo del Mar Arabico, i cecchini del cacciatorpediniere USS Bainbridge abbattono i tre pirati somali a bordo della scialuppa di salvataggio, dove tenevano in ostaggio Richard Phillips, capitano della nave mercantile Maersk Alabama dirottata quattro giorni prima. Poco dopo il salvataggio del capitano, Abduwali Muse, il capo dei tre pirati morti, viene invece arrestato e condannato dal Dipartimento della giustizia a 33 anni di carcere con l'accusa di pirateria.
Il 2 maggio 2011 il DEVGRU conquistò fama mondiale quando partecipò all'operazione Lancia di Nettuno, che uccise il leader di Al-Qāʿida Osama bin Laden, in Pakistan, presso Abbottabad. In segno di ringraziamento per la storica azione, il 6 maggio, il presidente Barack Obama conferisce personalmente a tutti i membri dell'unità la Presidential Unit Citation, una delle più alte decorazioni con cui si onorano le truppe americane "per atti di straordinario eroismo contro il nemico".
Una delle ultime operazioni del DEVGRU fu l'operazione Octave Fusion del 25 gennaio 2012, quando un plotone di 24 assaltatori dei Navy SEALs ha fatto irruzione in un accampamento a 12 miglia a nord della città di Adado, in Somalia, uccidendo 9 miliziani somali e liberando i due ostaggi Jessica Buchanan e Poul Hagen Thisted.

## Reclutamento e addestramento (Green Team)
Tutti i membri provengono dai regolari SEAL Team o dalle unità specializzate della Marina militare. Si può dunque dare per scontato che tutte le reclute siano in perfetta condizione fisica, abbiano un'eccellente reputazione come operatori esperti all'interno della comunità del Naval Special Warfare e abbiano già eseguito operazioni con un SEAL Team.
L'addestramento, conosciuto come Green Team, ha una durata di circa 9 mesi (40 settimane) e viene svolto per la maggior parte nei campi di addestramento in Arizona e in Mississippi. Il Green Team prevede una serie di esercitazioni di paracadutismo HAHO nel Grand Canyon nel giro di un mese, dopodiché affrontano esercitazioni nei poligoni di tiro e nelle killing house del Mississippi, allo scopo di memorizzare le tecniche di tiro e le tattiche di irruzione. Se una recluta fallisce una prova ritorna al suo incarico precedente e deve essere in grado di provare di nuovo in futuro. Inoltre in alcuni casi si sono avuti casi di morti e feriti causati da stress, ipotermia, malnutrizione e gravi infezioni.
Tre mesi dopo il CQB (Close Quarters Battle: addestramento alle tecniche militari di combattimento in spazi ristretti), viene invece svolto l'addestramento nel combattimento a terra e nelle comunicazioni. Talvolta vengono svolte anche esercitazioni di irruzione con gli esplosivi e arrampicate. Altre esercitazioni comprendono salvataggi di ostaggi e assalti alle navi da crociera, navi cargo e navi petroliere. Dopodiché le reclute vengono anche addestrate a delle operazioni sulle spiagge, dove nuotano nella risacca, pattugliano la costa e compiono dei raid segreti.
Nell'ultimo mese le reclute vengono addestrate nella protezione VIP e nella sopravvivenza in territori ostili.
Al termine del corso le reclute si guadagnano infine l'accesso al cosiddetto Second Deck, l'edificio che ospita tutti gli squadroni del DEVGRU, situato nella caserma di Virginia Beach.

## Struttura
Il DEVGRU è suddiviso in sette squadroni, con alla testa un comandante (commander) e codificati per colore:
- Gold Squadron (Assalto)
- Blue Squadron (Assalto)
- Silver Squadron (Assalto)
- Red Squadron (Assalto)
- Black Squadron (Ricognizione e Sorveglianza)
- Grey Squadron (Navale)
- Green Team (Addestramento)

Ciascuna squadriglia è divisa in tre plotoni. Ogni plotone è solitamente comandato da un capitano di corvetta (lieutenant commander), ed è a sua volta suddiviso in squadre più piccole composte da una dozzina di assaltatori e capeggiate da un sottufficiale anziano, cioè un capo di 2ª (senior chief petty officer) o 3ª classe (chief petty officer). Ciascun gruppo, denominato A, B, C o D, è inoltre composto da un caposquadra, un capo di 3ª classe (chief petty officer) o un 2º capo scelto (petty officer first class), e quattro assaltatori, ognuno con diverse specialità di combattimento quali cecchino, artificiere, infermiere, interprete e istruttore di cani da combattimento.

## Armamento
Il DEVGRU ha in dotazione armi ed equipaggiamento molto sofisticati.
Come fucili d'assalto gli assaltatori dispongono principalmente l'H&K 416 e l'M4, entrambi dotati di canne da 26 o 36,8 cm (10.3 o 14.5 pollici) e di silenziatori. Come pistola mitragliatrice il DEVGRU utilizza l'MP7.
Le mitragliatrici più usate al DEVGRU sono invece l'M60, la M249 SAW e la MK 48.
Come pistole gli assaltatori utilizzano l'H&K 45 e la SIG Sauer P226, Glock 19, mentre i fucili da cecchino più in dotazione sono il McMillan Tac-50, l'SR-25 e l'H&K 417. Per aprire un varco gli assaltatori talvolta utilizzano cariche da breccia, martelli da fabbro e tronchesi. Il lanciagranate più usato è M79, spesso con l'impugnatura e la canna modificati.
Su tutte queste armi possono essere installati vari visori laser o ad infrarossi, silenziatori e mirini telescopici. I lanciarazzi più usati sono l'M72 LAW, l'AT4 e il Carl Gustav.
Per quanto riguarda la divisa gli assaltatori indossano la Crye Precision AOR1/AOR2, un'uniforme da combattimento dove le maniche e le spalle della camicia sono in tessuto mimetico, mentre il busto è dotato di un tessuto leggero che lascia traspirare il sudore. Gli scarponi più utilizzati sono invece i Salomon Quest.
Sopra l'uniforme gli assaltatori indossano un giubbotto da 30 kg dotato di due piastre antiproiettile di ceramica, radio, tasche per i caricatori e zaino di idratazione tipo CamelBak sulla schiena. Dispongono inoltre di elmetti dotati di visori notturni di terza generazione, binoculari o panoramici (quadri-oculari) e di una lampadina Princeton Tec Charge. Per comunicare tra loro utilizzano invece delle cuffie chiamate bone phones mentre i guanti più utilizzati dagli assaltatori sono infine i cosiddetti Mechanix, usati per non arrecare danni alle mani durante la discesa in corda dagli elicotteri.

## Comandanti del DEVGRU
- Capitano di fregata Richard Marcinko (dal novembre 1980 al luglio 1983);
- Capitano di vascello Robert A. Gormly (dal luglio 1983 al 1986);
- Capitano di vascello Thomas E. Murphy (dal 1986 al 1987);
- Capitano di vascello Richard TP Woolard (dal 1987 al 1990);
- Capitano di vascello Ronald E. Yeaw (dal 1990 al 1992);
- Capitano di vascello Thomas G. Moser (dal 1992 al 1994);
- Ammiraglio Eric T. Olson (dal 1994 al 1997);
- Viceammiraglio Albert M. Calland III (dal giugno 1997 al giugno 1999);
- Viceammiraglio Joseph D. Kernan (dal giugno 1999 all'agosto 2003);
- Ammiraglio Edward G. Winters III (dall'agosto 2003 al 2005);
- Contrammiraglio Brian L. Losey (dal 2005 al 2007);
- Contrammiraglio Scott P. Moore (dal 2007 al 2009);
- Capitano di vascello Perry F. Van Hooser (dal 2010 al 2012);
- Capitano di vascello Hugh W. Howard.